# 토요타 전쟁
토요타 전쟁(아랍어: 아랍어: حرب التويوتا Ḥarb al-Tūyūtā[*], 프랑스어: 프랑스어: Guerre des Toyota)은 1987년 북부 차드와 차드-리비아 국경에서 벌어진 차드-리비아 전쟁의 마지막 단계로, 대토요타 전쟁이라고도 불린다. 이 전쟁의 이름은 차드군이 리비아군과 싸울 때 병력의 기동성과 테크니컬 차량으로 사용된 토요타 픽업트럭, 주로 토요타 하이럭스와 토요타 랜드크루저에서 유래했다. 1987년 전쟁은 리비아에 심각한 패배를 안겨주었는데, 미국 자료에 따르면 리비아군은 군대의 10분의 1을 잃고 7,500명이 전사했으며 15억 미국 달러 상당의 군사 장비가 파괴되거나 노획되었다. 차드군은 1,000명이 사망했다.
이 전쟁은 1983년 리비아의 북부 차드 점령으로 시작되었다. 당시 리비아의 지도자 무아마르 알 카다피는 차드 대통령 이센 아브레의 정당성을 인정하지 않고, 반대파인 국민통합과도정부 (GUNT)가 아브레를 전복하려는 시도를 군사적으로 지원했다. 이 계획은 만타 작전과 이후 에페르비에 작전을 통해 프랑스가 개입하여 리비아의 확장을 북위 16도선 이북, 즉 차드의 가장 건조하고 인구 밀도가 낮은 지역으로 제한하면서 무산되었다.Pollack 2002, 382–385쪽
1986년, GUNT는 카다피에 대항하여 반란을 일으켰고, 리비아는 차드 주둔의 주요 명분을 잃었다. 아브레는 차드를 자신 아래에 통합할 기회를 보고, 12월에 자신의 군대에게 16도선을 넘어 GUNT 반군(티베스티에서 리비아군과 싸우고 있었다)과 합류하도록 명령했다. 몇 주 후, 더 큰 병력이 파다를 공격하여 현지 리비아 수비대를 파괴했다. 3개월 동안, 게릴라 전술과 재래식 전술을 통합한 전략으로, 아브레는 차드 북부 거의 전체를 탈환할 수 있었고, 다음 달에는 리비아군에 새로운 막대한 패배를 안겨주었으며, 9월에 분쟁을 종식시키는 정전 협정이 체결될 때까지 계속되었다. 정전은 논란이 된 아오조 지구 문제를 해결하지 못했지만, 1994년 국제사법재판소에 의해 결국 차드에 귀속되었다.

## 배경
1983년 이래 차드는 사실상 분할되어 북반부는 구쿠니 웨데이가 이끄는 반군 국민통합과도정부 (GUNT)가 통제하고 리비아군의 지상 지원을 받았으며, 남반부는 서방의 지원을 받는 이센 아브레가 이끄는 차드 정부가 통제했다.Pollack 2002, 383쪽 16도선(소위 적색선)을 따라 리비아와 프랑스의 영향권으로 나뉜 이 분할은 1984년 프랑스와 리비아가 차드에서 병력을 철수하기로 한 협정 이후 프랑스에 의해 비공식적으로 인정되었다. 그러나 리비아는 차드 북부에 최소 3,000명의 병력을 주둔시키면서 이 협정을 준수하지 않았다.
1984년부터 1986년까지 큰 충돌이 없었던 기간 동안, 아브레는 서방의 지원과 리비아가 1984년 프랑스-리비아 협정을 준수하지 않은 덕분에 자신의 입지를 크게 강화했다. 1984년부터 GUNT도 조직의 지도권을 놓고 구쿠니와 아셰이크 이븐 우마르 사이의 갈등을 중심으로 점점 더 심해지는 파벌 간 긴장을 겪었다. GUNT의 어려움을 이용해 아브레는 소규모 반군 파벌들과 일련의 협정을 체결했고, 이로 인해 GUNT는 1986년 초에 1979년 라고스 협정에 서명했던 11개 파벌 중 단 3개 파벌만 남게 되었다. 남은 파벌은 구쿠니의 인민무력군 (FAP), 아셰이크의 민주 혁명 위원회 (CDR) 무장 부문, 그리고 바델 압델카데르 카무구에에게 충성을 유지했던 차드 무장군 (FAT)의 일부였다.

## 지상 병력

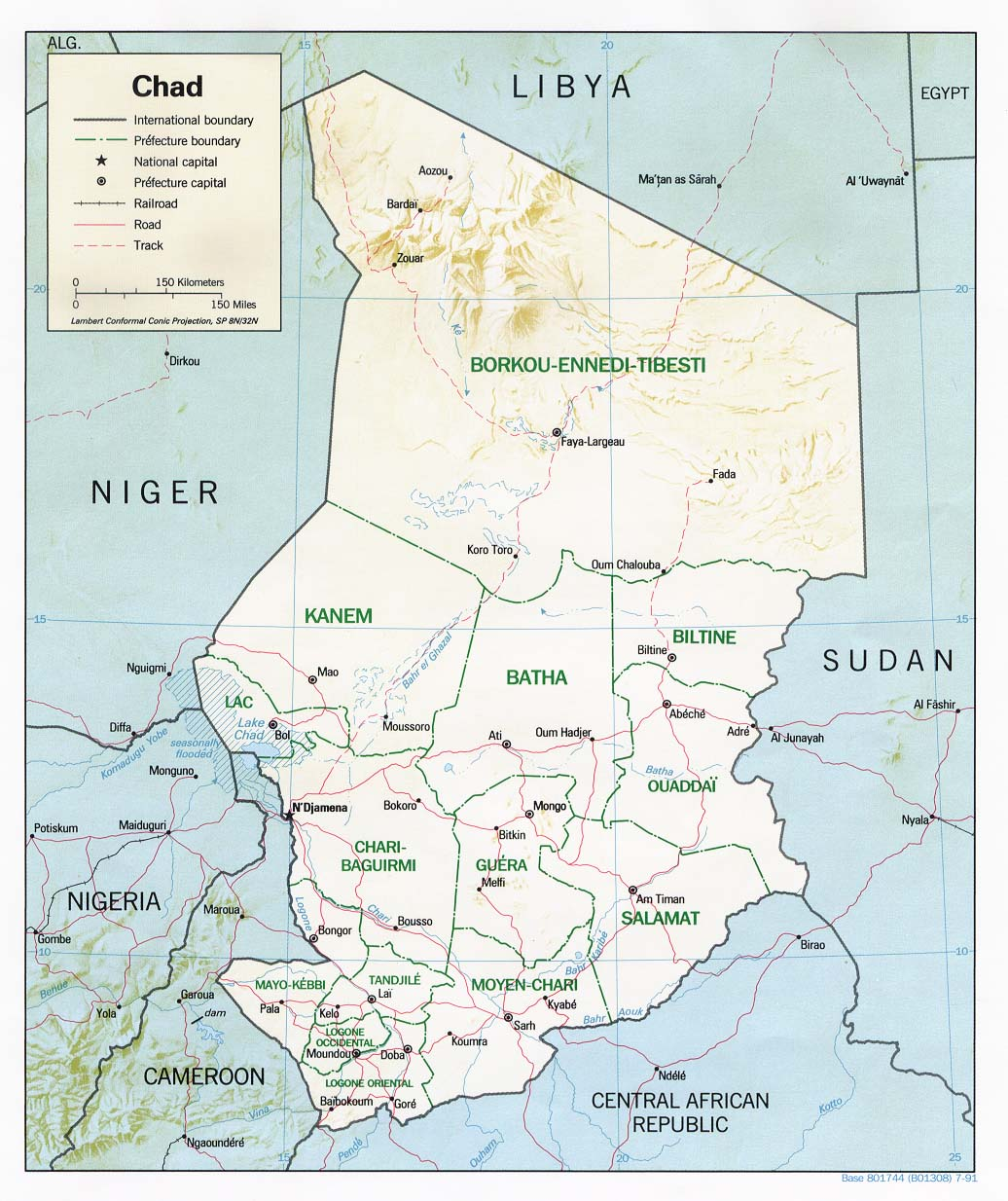
전쟁이 일어난 보르쿠-에네디-티베스티 주가 표시된 차드 지도

전쟁의 마지막 해인 1987년 초, 리비아 원정군은 여전히 인상적이었다. 8,000명의 병사, 300대의 전차, 다연장 로켓 발사기(로켓포), 일반 포병, Mi-24 헬리콥터, 60대의 전투기가 포함되어 있었다. 이 병력은 통합 지휘를 받지 않고, 티베스티에서 2,500명의 병력으로 활동하는 남부 작전 그룹과 파야라르조에 중심을 둔 동부 작전 그룹으로 나뉘어 있었다.
강력했지만, 차드에 배치된 리비아군은 심각한 결함을 안고 있었다. 리비아군은 차드 동맹군에게 지상 및 항공 지원을 제공하고, 동맹군은 돌격 보병으로 행동하며 정찰을 수행하는 전쟁에 대비했다. 그러나 1987년까지 무아마르 알 카다피는 동맹군을 잃었고, 이는 리비아의 해당 지역에 대한 부적절한 지식을 드러냈다. 리비아 주둔군은 차드의 사하라 사막에서 고립되고 취약한 섬처럼 변했다. 또한, 외국에서 싸우는 병사들의 낮은 사기, 그리고 무아마르 알 카다피가 자신에 대한 군사 쿠데타를 두려워하여 부분적으로 야기된 리비아군의 구조적 해체도 중요했다. 이러한 두려움은 그가 군대의 전문화를 피하게 만들었다.Pollack 2002, 386, 398쪽
리비아군은 또한 크게 강화된 차드 국가군 (FANT)과도 싸워야 했다. FANT는 10,000명의 고도로 동기 부여된 병사들로 구성되어 있었고, 이드리스 데비, 하산 자무스, 그리고 국가 원수 이센 아브레 본인과 같은 경험 많고 유능한 지휘관들이 이끌었다. FANT는 이전에는 공군력이 없었고, 기동성이 제한적이었으며, 대전차 및 대공 무기가 거의 없었지만, 1987년에는 프랑스 공군의 지원으로 리비아 항공기를 지상에 묶어둘 수 있었고, 가장 중요한 것은 MILAN 대전차 미사일이 장착된 400대의 새로운 토요타 픽업트럭을 제공받았다. 이 트럭들이 차드-리비아 분쟁의 마지막 단계에 "토요타 전쟁"이라는 이름을 붙여주었다.Pollack 2002, 391, 398쪽

## 리비아군 축출

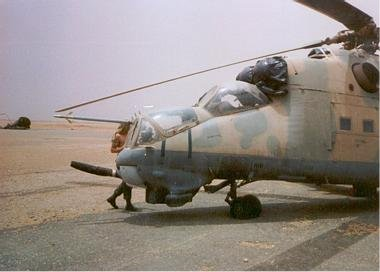
와디 둠에서 차드군에게 노획된 리비아군 밀 Mi-24

아브레는 차드 북부 재정복을 위한 첫 번째 목표로 잘 요새화된 리비아 통신 기지인 파다를 선택했다. 파다는 2,000명의 리비아군과 민주 혁명 위원회 (CDR) 민병대(카다피의 가장 가까운 차드 동맹군)의 주력 부대가 갑옷과 포병으로 잘 무장하여 방어하고 있었다. 30세의 FANT 총사령관 하산 자무스는 파다의 리비아 수비대에 약 4,000~5,000명의 병력을 투입했다. 자무스는 기지에 대한 알려지지 않은 접근 지점을 포함하여 자신의 군대의 우수한 지형 지식을 활용하여 정면 공격을 피하고 병력의 높은 기동성을 사용하여 리비아 진지를 포위한 다음 병력을 풀어 수비대를 파괴했다. 이 전투에서 리비아군 784명이 사망하고 전차 100대가 파괴되었으며, FANT 병사 50명이 사망했다.Pollack 2002, 391–392쪽
예기치 못한 패배에 카다피는 1월 4일 모든 군 예비역을 소집하여 대응했다. 프랑스에 대한 반항적인 행동으로 그는 또한 16도선 훨씬 남쪽에 있는 아라다를 폭격하라고 명령했다. 프랑스는 와디 둠에 대한 새로운 공습으로 보복하여 레이더 시스템을 파괴함으로써 몇 달 동안 차드 내 리비아 공군을 효과적으로 무력화했다. 카다피는 차드에 여러 신규 대대(특히 파야라르조와 와디 둠)를 급히 파견하여 FANT의 위협을 억제하려고 시도했는데, 여기에는 정예 혁명 수비대 부대도 포함되었다. 이로 인해 3월까지 차드 내 리비아군 병력은 총 11,000명에 달했다.Pollack 2002, 392쪽
1987년 3월, 리비아의 주요 공군 기지인 와디 둠은 차드군에게 점령되었다. 지뢰밭, 5,000명의 병력, 전차, 장갑차, 항공기로 강력하게 방어되었음에도 불구하고, 이 기지는 기관총과 대전차 무기를 장착한 테크니컬 트럭으로 무장한 자무스가 이끄는 소규모 차드 공격 부대에게 함락되었다. 관측통들은 1987년 첫 3개월간의 차드의 승리에서 3,000명 이상의 리비아 병사들이 사망하거나, 포로가 되거나, 탈영했다고 추정했다. 수많은 전차, 장갑차, 포병, 고정익 항공기, 헬리콥터가 노획되거나 파괴되었다. 일부 경우, 리비아는 차드군이 사용할 수 없도록 포기된 리비아 장비를 폭격하기 위해 자체 항공기를 보냈다. 많은 경우, 리비아 병사들이 전투를 피하기 위해 도망치다 사망한 것으로 보고되었다. 와디 둠에서는 공황 상태에 빠진 리비아군이 자국 지뢰밭을 통과하다가 큰 피해를 입었다.
와디 둠의 함락은 리비아에게 심각한 좌절이었다. 대부분의 차드 동맹군에게 버림받은 리비아군은 외국 영토에서 고립되었고, 차드에 있던 주요 리비아 공군 기지를 잃으면서 리비아는 자국 병력에 대한 근접 항공 지원을 제공할 수 없게 되었다. 일반적으로 FANT에 대한 공세는 리비아의 중장갑차량이 더 기동성 있는 적에게 취약하다는 것을 드러냈다. 카다피의 명령에 따라 보르쿠-에네디-티베스티 주에서 총체적인 철수가 시작되었는데, 파야라르조부터 시작되었다. 이 도시는 지난 4년 동안 주요 리비아 기지였지만 포위될 위험에 처했다. 3,000명의 주둔 병력은 와디 둠의 생존자들과 함께 차드 국경 북쪽에 있는 마탄 아스-사라의 리비아 기지로 후퇴했다. 국제적 위상에 입은 손상을 줄이기 위해 카다피는 리비아가 충돌에서 승리했으며, 이제 야당이 아브레와의 싸움에서 역할을 할 수 있도록 차드를 떠난다고 발표했다.
이러한 군사적 행동은 아브레가 차드를 통제하고 아오조 지구에서 리비아를 축출할 수 있는 위치에 놓이게 했으며, 리비아를 중요한 지역 군사 강국으로 보는 국제적 인식에 영향을 미쳤고, 특히 리비아 병사들이 개인적인 헌신을 느끼지 못하는 국경 밖 전투에서 그들의 능력과 결단력에 대한 새로운 의구심을 불러일으켰다.
토요타 전쟁은 미국에서 상당한 관심을 끌었으며, 카다피를 전복시키기 위해 아브레를 이용할 가능성이 진지하게 고려되었다. 레이건 행정부의 아브레 정부 지원의 일환으로, 아브레는 워싱턴 D.C. 방문 중 스팅어 지대공 미사일을 포함한 3,200만 미국 달러 상당의 원조를 약속받았다.

## 차드의 새로운 공세

붉은색으로 강조된 아오조 지구

1987년 8월, 고무된 차드군이 분쟁 중인 아오조 지구로 공세를 펼쳐, 리비아군이 병력과 버려진 장비에서 막대한 손실을 입은 또 다른 전투 후 아오조 마을을 점령했다. 이에 대한 보복으로 리비아는 북부 마을에 대한 공중 폭격을 강화했으며, 일반적으로 FANT의 휴대용 미사일 사거리 밖의 고도에서 이루어졌다. 아브레가 폭격으로부터 지역을 방어하기 위한 프랑스 공군 임무를 요청했지만, 아오조가 프랑스 대통령 프랑수아 미테랑의 바람에 반하여 탈환되었기 때문에 거부되었다. 대신, 미테랑은 분쟁 지역에 대한 경쟁 주장을 해결하기 위해 국제 중재를 요구했다.
일련의 반격 끝에 8월 말, 리비아군은 결국 400명의 차드 병사들을 마을 밖으로 몰아냈다. 토요타 전쟁 시작 이후 리비아 지상군이 거둔 첫 번째 승리인 이 승리는 근거리 공습을 통해 달성된 것으로 보이며, 이후 지상군이 지프, 토요타 전지형 트럭, 그리고 장갑차를 타고 오프로드로 진격했다. 이전에 육중한 궤도 장갑차에 의존했던 리비아군에게 이 공격은 FANT가 개발한 사막전 전술로의 전환을 의미했다. 승리를 강조하기 위해 카다피는 해외 언론인들을 이 지역으로 불러들여 승리 소식이 헤드라인을 장식하도록 했다.
아브레는 이러한 좌절과 차드 북부 FANT 집결지에 대한 지속적인 폭격에 신속하게 대응했다. 1987년 9월 5일, 그는 주요 리비아 공군 기지인 마텐 알-사라에 대한 기습 공격을 감행했다. 보도에 따르면 1,000명의 리비아군이 사망하고 300명이 포로로 잡혔으며, 수백 명이 주변 사막으로 도망쳐야 했다. 차드는 자국 군대가 미코얀-구레비치 MiG-21 및 MiG-23 전투기, 수호이 Su-22 전투폭격기, 밀 Mi-24 헬리콥터 등 약 32대의 항공기를 파괴한 후 FANT 부대가 차드 영토로 철수했다고 주장했다.
이 공격은 프랑스가 FANT에 정보 및 병참 지원을 제공하는 것을 거부했기 때문에 FANT가 상당한 손실을 입었다. 프랑스 국방부 장관 앙드레 지로는 "프랑스는 이 공격에 어떤 식으로든 관여하지 않았으며", "이에 대해 통보받지 못했다"고 밝혔다. 미국의 반응은 현저히 달랐는데, 이전부터 아오조 지구의 재정복 시도를 지지했던 미국은 이제 차드의 습격을 환영했다.

## 정전
내부 반대, 사기 저하, 국제적 적대감 때문에 카다피는 패배 후 더 유화적인 태도를 취했다. 반면에 아브레 또한 취약한 상태였다. 프랑스는 마탄 아스-사라 기지 공격이 리비아 본토에 대한 전면적인 공세의 첫 단계에 불과할 것이라고 우려했으며, 프랑스는 이를 용납할 의사가 없었다. 그 결과, 미테랑은 아브레에게 아프리카 단결 기구 의장인 잠비아의 케네스 카운다의 중재 노력을 받아들이도록 강요했고, 이는 9월 11일 정전으로 이어졌다.
전쟁이 조만간 재개될 것으로 예상되었지만, 결국 정전 위반은 비교적 경미했다. 카다피는 1988년 5월 리비아가 논쟁 중인 아오조 지구를 떠나지 않더라도 "아프리카에 대한 선물"로 아브레를 차드 대통령으로 인정할 것이라고 발표했다. 10월 3일 양국은 외교 관계를 재개했고, 1990년 9월 양국이 국제사법재판소에 분쟁을 회부하기로 합의하면서 또 다른 중요한 진전이 이루어졌다. 1994년 2월 3일, 법원은 차드에 유리한 판결을 내렸고, 이로써 아오조 논란은 이 영토를 남부 국가에 할당함으로써 최종적으로 해결되었다. 국제 감시단의 감시 아래, 띠에서 리비아군의 철수는 4월 15일에 시작되어 5월 10일까지 완료되었다. 아오조 지구의 리비아에서 차드로의 공식적이고 최종적인 이전은 5월 30일에 이루어졌는데, 이때 양측은 리비아군의 철수가 완료되었음을 명시하는 공동 선언문에 서명했다.

## 같이 보기
- 파나르 AML – FANT가 AML-90 모델을 포함한 신속한 바퀴 달린 차량을 사용함으로써 차드군은 복합 전력을 돌파하고 느린 리비아 전차(T-55 포함)가 목표를 추적하거나 교전하기 전에 심각한 피해를 입힐 수 있었다.
- 마운트 호프 III 작전 - 미군의 일급 기밀 비밀 작전으로, 차드-리비아 전쟁에서 버려진 소련제 밀 Mi-25 "힌드-D" 공격 헬리콥터(소련 Mi-24의 수출 모델)를 확보하는 작전이었다.

## 참고 문헌
- Azevedo, Mario Joaquim (1998). 《The Roots of Violence: A History of War in Chad》. War and society. Amsterdam: Gordon & Breach. ISBN 978-90-5699-583-6.
- Brecher, Michael; Wilkenfeld, Jonathan (1997). 《A Study of Crisis》. Ann Arbor, Michigan: University of Michigan Press. ISBN 978-0-472-10806-0.
- Clayton, Anthony (1999). 《Frontiersmen: Warfare in Africa Since 1950》. Warfare and history. London; Philadelphia: UCL Press. ISBN 978-1-85728-525-3. OCLC 40658540.
- Collelo, Thomas (1990). 《Chad: A Country Study》. US GPO. hdl:loc.gdc/scd0001.00199850076. ISBN 978-0-16-024770-5. LCCN 89600373.
- Metz, Helen Chapin, 편집. (1989). 《Libya: A Country Study》. US GPO. hdl:loc.gdc/scd0001.00205672060. ISBN 978-1-4191-3012-0. LCCN 88600480.
- Metz, Helen Chapin, 편집. (2004). 《Libya》. US GPO. ISBN 1-4191-3012-9.
- Ngansop, Guy Jérémie (1986). 《Tchad: Vingt Ans de Crise》 [Chad: Twenty Years of Crisis]. Racines du présent (프랑스어). Paris: l'Harmattan. ISBN 978-2-85802-687-6.
- Neville, Leigh (2018). 《Technicals: Non-Standard Tactical Vehicles from the Toyota War to Modern Special Forces》. New Vanguard Ser. London: Bloomsbury Publishing. ISBN 978-1-4728-2251-2.
- Nolutshungu, Sam C. (1996). 《Limits of Anarchy: Intervention and State Formation in Chad》. Carter G. Woodson Institute series in Black studies. Charlottesville: University Press of Virginia. ISBN 978-0-8139-1628-6.
- Pollack, Kenneth M. (2002). 《Arabs at War: Military Effectiveness, 1948-1991》. Studies in war, society, and the military. Lincoln, Neb.: University of Nebraska Press. ISBN 978-0-8032-3733-9.
- Simons, Geoffrey L. (2004). 《Libya and the West: From Independence to Lockerbie》. Oxford: Bloomsbury Academic. ISBN 978-1-86064-988-2. OCLC 52829352.
- “La révolution Toyota en Libye: Le pick up des guérilleros”. 《Fluctuat.net》. 2011년 4월 12일. 2013년 2월 22일에 원본 문서에서 보존된 문서.